# Gentiana burmensis
Gentiana burmensis är en gentianaväxtart som beskrevs av Marquand. Gentiana burmensis ingår i släktet gentianor, och familjen gentianaväxter. Inga underarter finns listade i Catalogue of Life.